# Melina Loeck
Melina Loeck, född 1 juli 2000, är en tysk fotbollsmålvakt som spelar för engelska Brighton & Hove Albion.

## Karriär

### VfL Wolfsburg
Mellan 2016 och 2017 spelade Loeck för VfL Wolfsburgs U17-lag och från 2016 var hon även reservmålvakt i klubbens andralag. Loeck debuterade för andralaget i 2. Frauen-Bundesliga den 10 december 2017 i en 9–0-seger över TV Jahn Delmenhorst. Hon spelade totalt nio matcher under säsongen 2017/2018. Följande säsong spelade Loeck 19 matcher och säsongen 2019/2020 spelade hon sju matcher. Totalt spelade hon 35 ligamatcher för andralaget i 2. Frauen-Bundesliga.
Mellan 2018 och 2020 var hon även en del av A-laget, dock utan någon speltid.

### Kristianstads DFF
I juli 2020 lånades hon ut till Kristianstads DFF på ett låneavtal över resten av året. Loeck debuterade den 7 oktober 2020 i en 6–0-seger över Ifö/Bromölla IF i Svenska cupen. Den 7 november 2020 gjorde Loeck damallsvensk debut i en 4–1-seger över IK Uppsala, där hon blev inbytt i den 71:a minuten mot Brett Maron.
I januari 2021 blev Loeck klar för en permanent övergång till Kristianstads DFF. Hon inledde som reservmålvakt bakom Brett Maron men tog i juni chansen då Maron hade skadebekymmer och höll nollan i sina två första matcher för säsongen. Efter att ha startat fem matcher bröt Loeck handen och var borta från spel i drygt sex veckor. I oktober 2021 förlängde hon sitt kontrakt med två år. Totalt spelade Loeck 12 matcher i Damallsvenskan 2021. Följande säsong var hon klubbens förstemålvakt och spelade samtliga 26 ligamatcher. Hon blev efter säsongen 2022 nominerad till "Årets målvakt" i Damallsvenskan, ett pris som dock vanns av Jennifer Falk.

### Brighton & Hove Albion
I januari 2024 värvades Loeck av engelska Brighton & Hove Albion.